# Lockdown Files
Les Lockdown Files (fichiers du confinement) sont une série d'articles du Daily Telegraph contenant des preuves, des analyses, des spéculations, des commentaires et des opinions concernant plus de 100 000 messages WhatsApp obtenus de l'ancien secrétaire à la Santé Matt Hancock qui leur ont été divulgués,,.
Ce fichier, relatif aux confinements du COVID-19 au Royaume-Uni, a été remis au Telegraph par Isabel Oakeshott, qui avait travaillé avec Hancock sur son livre Pandemic Diaries. Oakeshott a déclaré que la publication de ces messages était motivée par la lenteur de l'enquête britannique sur le Covid-19 et sa crainte que les conclusions ne soient un "blanchiment", citant l'argent public utilisé dans une action en justice pour expurger les noms des responsables.

## Articles sur le traitement de la pandémie de COVID-19
Le Telegraph affirme que certains messages montrent une intention de la part de Hancock et de plusieurs membres de son équipe de semer la peur dans le grand public avec leurs messages pour assurer l'obéissance du public. En réponse aux rumeurs publiques sur d'autres confinements locaux à venir à la suite d'un confinement local à Leicester, Jamie Njoku-Goodwin commente que les rumeurs ne sont pas inutiles car la peur d'un confinement local encouragerait les individus se comporter de façon responsable,.
Le Telegraph rapporte que le variant Alpha du SARS-CoV-2 a été impliqué comme cause de cas plus élevés dans le Kent le 10 décembre 2020, à la suite d'une enquête rapide de 48 heures. Ils rapportent que le variant avait été séquencé en septembre et qu'un rapport a été créé sur ce qui était connu pendant cette période, délivré sous forme de "conseil aux ministres" pour éviter les demandes d'accès à l'information. En décembre 2020, Hancock et Damon Poole discutent du moment où «déployer» des informations sur un nouveau variant et son effet sur la presse conservatrice, le changement de comportement et Sadiq Khan,. En janvier 2021, Simon Case a déclaré que la peur et la culpabilité étaient des facteurs essentiels dans la messagerie,,.
L'introduction de masques faciaux dans les écoles pendant la pandémie de COVID-19 a eu lieu après que le Premier ministre de l'époque, Boris Johnson, eut appris que cela ne valait "pas la peine de discuter" avec le premier ministre d'Écosse de l'époque, Nicola Sturgeon, qui avait mis en œuvre la politique, bien que le directeur de la santé affirmait qu'il n'y avait pas de raisons très solides de mettre en œuvre le masquage.
Le Telegraph rapporte qu'en novembre 2020, Chris Whitty et d'autres conseillers gouvernementaux étaient favorables à l'essai de 5 jours de test COVID comme alternative à 14 jours d'auto-isolement pour ceux qui étaient entrés en contact avec une personne infectée par COVID-19. Le Telegraph rapporte que Hancock n'est pas d'accord avec cette politique car elle apparaîtrait comme un assouplissement des règles et suggèrerait que le gouvernement s'est trompé. Interrogé à ce sujet sur GB News, le député conservateur Jacob Rees-Mogg a déclaré qu'il n'avait pas été informé par le Cabinet et que s'il avait su, il se serait opposé aux mesures.
Hancock a demandé à un assistant de contacter le ministère de l'Intérieur pour lui demander d'enquêter si Nigel Farage avait enfreint les règles de quarantaine des voyages en réponse à un reportage montrant Farage dans un pub en juillet 2020. Le Telegraph indique que des messages montrent des ministres et des fonctionnaires discutant de " l'utilisation appuyée de la police" pour appliquer des mesures de confinement, les officiers supérieurs de la police étant amenés au 10 Downing Street pour se voir dire d'être plus stricts avec le public.

### Maisons de soins
Dans des messages, Hancock avait déclaré que l'une des raisons du renvoi des patients hospitalisés dans des maisons de soins (maisons de retraite, foyers médicalisés)  sans test au printemps 2020 était que ces tests "gêneraient" les objectifs d'administrer cent mille tests COVID par jour dans le cadre du programme de test du NHS. Un porte-parole de Hancock a déclaré que l'histoire racontée sur les maisons de soins était complètement fausse et que les dossiers montrent que Hancock avait fait pression pour des tests et que les dossiers liés à cela avaient été communiqués à l'enquête COVID-19.
Le Telegraph a rapporté que 100 foyers de soins ont déclaré qu'ils ne voulaient pas de tests COVID-19 lorsqu'ils étaient proposés, dont 10 qui craignaient que les tests ne détectent le personnel qui avait des infections asymptomatiques.
L'universitaire en santé publique, Devi Sridar, écrivant dans le Guardian oppose son travail basé sur des données à celui de Hancock qui, selon elle, semble être basé sur la politique, citant la prise de décision dans les foyers de soins comme exemple.

## Théorie des fuites de laboratoire
Le Telegraph rapporte que le livre de Hancock, Pandemic Diaries, a été censuré par le Cabinet Office pour retirer l'opinion de Hancock sur la théorie des fuites de laboratoire et le besoin d'une enquête. Ils rapportent que Hancock avait voulu dire que l'argument selon lequel le virus découvert près de l'Institut de virologie de Wuhan "ne vole tout simplement pas" et que la peur du gouvernement chinois ne doit pas empêcher la recherche sur ce qui s'est passé. Hancock a été informé que la position du gouvernement était que la proximité de l'épidémie de Covid avec l'institut était entièrement fortuite et que s'écarter de ce récit risquerait de nuire à la sécurité nationale .

## Articles politiques
Le Telegraph affirme que les messages montrent des désaccords entre le chancelier de l'Échiquier, Rishi Sunak et Hancock sur la politique. Ils disent que Hancock envoya un message à Sunak, "" Empêchez vos " alliés " de faire des briefings contre moi. ", se plaignant que le Trésor faisait des briefings contre les choix politiques de Hancock.
Le Telegraph indique qu'il a eu des désaccords sur la formulation des conseils aux entreprises lorsque les restrictions ont été réduites en juin 2020 pour les entreprises tenant des registres des clients, Sunak et Sharma étant en désaccord avec Hancock et Simon Case .
Le Telegraph rapporte qu'il y a des messages entre Allan Nixon, un conseiller parlementaire et Hancock discutant de la menace d'annuler des projets dans les circonscriptions des députés s'ils ne soutenaient pas la législation locale sur les niveaux de confinement en novembre 2020. Le Telegraph rapporte que dans le cadre de la tentative d'empêcher les députés de se rebeller, les whips compilèrent une feuille de calcul de 95 députés qui n'étaient pas d'accord avec cette politique et les motifs de leur désaccord avec les raisons données liées au manque de contrôle parlementaire, aux dommages économiques, aux dommages à l'hôpital, à l'absence de l'analyse coûts-avantages et la politique étant "non conservatrice" . Le député Jake Berry, interrogé à ce sujet, déclara que le plan visant à menacer les députés était totalement inacceptable et qu'il aurait rendu publics les détails s'il en avait eu connaissance. Le député James Daly déclara qu'il était consterné et dégoûté que le centre d'aide aux personnes handicapées dans sa circonscription ait été discuté comme un moyen de le contraindre . Daly a déclaré qu'aucune menace de ce type n'avait été proférée .
Le Telegraph rapporte que Hancock a discuté du départ de Jeremy Farrar, du groupe consultatif scientifique pour les urgences, car il avait publiquement commenté la politique COVID du gouvernement et la décision de fermer Public Health England.

## Personnes ayant publié des messages
Les messages signalés dans les Lockdown files incluent ceux de :
- Boris Johnson, alors premier ministre [21]
- Rishi Sunak, alors Chancelier de l'Échiquier
- Matt Hancock, secrétaire à la santé [7],[22],[23],[24]
- Dominic Cummings, alors conseiller principal du Premier ministre [25],[24]
- Simon Case, secrétaire privé principal du premier ministre du Royaume-Uni [7],[22]
- Gina Coladangelo, une assistante employée par Hancock qui a été impliquée dans une liaison extraconjugale avec Hancock [26]
- Damon Poole, conseiller média de Hancock [7],[23]
- Jamie Njoku-Goodwin, conseiller spécial médias [27]
- George Osborne, un ancien chancelier de l'Échiquier dont Matt Hancock a reçu des conseils. Osborne était également le rédacteur en chef du London Evening Standard ; Hancock a essayé d'amener Osborne à publier des histoires favorables à son sujet dans le journal[28].
- Michael Gove, alors chancelier du duché de Lancastre [29]
- Dido Harding, président exécutif du NHS Test and Trace [7]
- Patrick Vallance, conseiller scientifique en chef du gouvernement [21]
- Chris Whitty, médecin-chef [21]
- Allan Nixon, conseiller spécial parlementaire du ministère de la Santé [18]
- Helen Whately, ministre des Affaires sociales

Personnes mentionnées dans les messages
- Alok Sharma, alors secrétaire d'État aux affaires et au commerce [17]
- James Daly, député de Bury North [19]

## Réactions
Jonn Elledge dans le New Statesman a déclaré que les premières révélations n'étaient pas surprenantes mais ont confirmé ce que la plupart des gens soupçonnaient. Il commente que les lecteurs devraient être consternés par les aspects de la gouvernance révélés par les Lockdown files tels que l'attitude révélée du Premier ministre, des ministres et de la culture médiatique environnante, mais qu'à la lumière des politiques gouvernementales précédentes, cela n'est pas surprenant.
Écrivant dans le Guardian, Zoe Williams dit que les Lockdown Files ne sont pas le moyen de demander des comptes au gouvernement, arguant que les questions sur les fonds étaient plus importantes que l'intérêt du Telegraph dans les compromis de Lockdown, ou si Hancock a enfreint les règles de confinement .
Andrew Roberts dans The Spectator, a déclaré que les Lockdown Files seront une source très utile pour les historiens en les comparant aux journaux. Il dit que l'avenir éliminera probablement une évaluation flatteuse de l'action du gouvernement .
Ces informations ont été rapportées dans le journal français, Les Echos et le journal allemand Der Tagesspiegel .

### Confinement et gouvernance
Le Wall Street Journal a déclaré que cette histoire révélait avec quelle facilité les pouvoirs d'urgence pour protéger la santé des gens pouvaient se transformer en ambition personnelle pour les politiciens impliqués et que la science était biaisée pour imposer les restrictions en temps de paix les plus onéreuses de l'histoire, expliquant certaines des exigences des sceptiques du confinement .
Jonathan Sumption dit que les dossiers Lockdown montrent que les actions de Hancock pendant la gouvernance étaient motivées par la vanité. Il dit que les dossiers indiquent que Boris Johnson était conscient des implications totalitaires des restrictions mais a été manipulé par ceux qui l'entouraient qui étaient préoccupés par les relations publiques, manquant du sérieux nécessaire pour aller au fond des preuves scientifiques.

### Publication
Matt Hancock a déclaré que ces messages avaient été trafiqués et transformés pour soutenir un récit anti-lockdown. Un porte-parole de Hancock a déclaré qu'ils n'avaient pas été approchés avant la publication des articles sur les Lockdown files. Hancock a fait valoir qu'il n'y avait pas matière à enquête publique sur la publication des messages parce que l'information avait été communiquée à l'enquête . Un porte-parole de Hancock a déclaré qu'il envisageait toutes les options légales et a accusé Oakeshott d'avoir rompu un accord de non-divulgation.
Elledge du New Statesman commente le fait que le Telegraph a opéré une selection dans le contenu publié, arguant que le Telegraph avait un positionnement anti-lockdown. Il donne les commentaires d'Allison Pearson dans un podcast Telegraph, "Planet Normal", comme preuve de cet agenda .
Ian Dunt, dans le journal I, a fait valoir qu'Oakeshott poursuivait un programme anti-lockdown et avait violé un principe moral journalistique en divulguant des informations sur sa source lorsqu'elle avait été embauchée par Hancock pour travailler sur son livre . Abordant la question de l'éthique professionnelle de la publication, David Banks écrit dans le Guardian, que le code de déontologie des éditeurs impose une responsabilité morale aux journalistes de ne pas divulguer des sources confidentielles, mais note que cette règle a tendance à être davantage appliquée aux personnes qui craignent d'être identifiés tels que des lanceurs d'alerte .
Écrivant dans The Spectator, Fraser Nelson a fait valoir que le public britannique avait le droit de connaître les informations contenues dans les fichiers de verrouillage . Dans le Telegraph, Julia Hartley-Brewer a fait valoir qu '"aucun journaliste digne de ce nom" ne pouvait être en désaccord avec le cas d'intérêt public pour la publication de ces fichiers, suggérant que ceux qui critiquaient la publication étaient motivés par leur soutien aux politiques de confinement et que de telles publications étaient rendues nécessaire par les journalistes qui n'ont pas appliqué un contrôle suffisant à la prise de décision et au discours scientifique pendant le confinement. Andy Cowper, rédacteur en chef du British Medical Journal, affirme que ce récit donne un aperçu remarquable de la façon dont Hancock et son équipe se sont comportés au pouvoir et qu'Oakeshott avait rendu un service public en attirant notre attention sur le faible niveau de gouvernance pendant la pandémie.
Sonia Sodha, dans le Guardian, a fait valoir qu'il était nécessaire de procéder à des examens rapides de la prise de décision pendant le COVID-19 en raison de la durée de l'enquête Covid-19. Elle a déclaré que le récit du Telegraph pourrait masquer la discussion sur les compromis du verrouillage en fonction des valeurs des citoyens, et que retarder l'enquête sur le verrouillage permettrait aux « idéologues » de combler le vide créé par l'absence d'examen.

### Enquête
Oakeshott a déclaré que la publication de ces messages était motivée par la lenteur de l'enquête britannique sur le Covid-19 et sa crainte que les conclusions ne soient un "blanchiment", citant l'argent public utilisé dans une action en justice pour expurger les noms des responsables . Ne s'adressant pas directement à Oakshott, Heather Hallett, présidente de l'enquête publique, a déclaré qu'il était inutile de comparer l'enquête britannique à d'autres pays en raison de son vaste mandat et de ses pouvoirs statutaires pour obtenir des preuves. Elle a dit qu'il n'y aurait "pas de blanchiment" .